# Communauté de communes du Chemin des Dames
Die  Communauté de communes du Chemin des Dames  ist ein französischer Gemeindeverband mit der Rechtsform einer Communauté de communes im Département Aisne in der Region Hauts-de-France. Sie wurde am 29. Dezember 1995 gegründet und umfasst 30 Gemeinden. Der Verwaltungssitz befindet sich im Ort Craonne.

## Mitgliedsgemeinden
| Gemeinde                                   | Einwohner 1. Januar 2022 | Fläche km² | Dichte Einw./km² | Code INSEE | Postleitzahl |
| ------------------------------------------ | ------------------------ | ---------- | ---------------- | ---------- | ------------ |
| Aizelles                                   | 119                      | 4,88       | 24               | 02007      | 02820        |
| Aubigny-en-Laonnois                        | 101                      | 4,41       | 23               | 02033      | 02820        |
| Beaurieux                                  | 813                      | 9,69       | 84               | 02058      | 02160        |
| Berrieux                                   | 177                      | 4,98       | 36               | 02072      | 02820        |
| Bouconville-Vauclair                       | 184                      | 13,04      | 14               | 02102      | 02860        |
| Bourg-et-Comin                             | 809                      | 5,12       | 158              | 02106      | 02160        |
| Braye-en-Laonnois                          | 189                      | 8,09       | 23               | 02115      | 02000        |
| Chermizy-Ailles                            | 121                      | 10,95      | 11               | 02178      | 02860        |
| Chevregny                                  | 191                      | 8,85       | 22               | 02183      | 02000        |
| Corbeny                                    | 849                      | 15,23      | 56               | 02215      | 02820        |
| Craonne                                    | 85                       | 8,62       | 10               | 02234      | 02160        |
| Craonnelle                                 | 118                      | 5,91       | 20               | 02235      | 02160        |
| Cuiry-lès-Chaudardes                       | 80                       | 5,15       | 16               | 02250      | 02160        |
| Cuissy-et-Geny                             | 71                       | 4,97       | 14               | 02252      | 02160        |
| Goudelancourt-lès-Berrieux                 | 62                       | 5,54       | 11               | 02349      | 02820        |
| Jumigny                                    | 62                       | 2,49       | 25               | 02396      | 02160        |
| Moulins                                    | 77                       | 1,60       | 48               | 02530      | 02160        |
| Moussy-Verneuil                            | 139                      | 6,43       | 22               | 02531      | 02160        |
| Neuville-sur-Ailette                       | 119                      | 4,45       | 27               | 02550      | 02860        |
| Œuilly                                     | 295                      | 2,86       | 103              | 02565      | 02160        |
| Oulches-la-Vallée-Foulon                   | 82                       | 4,45       | 18               | 02578      | 02160        |
| Paissy                                     | 79                       | 7,08       | 11               | 02582      | 02160        |
| Pancy-Courtecon                            | 56                       | 6,37       | 9                | 02583      | 02860        |
| Pargnan                                    | 66                       | 2,39       | 28               | 02588      | 02160        |
| Ployart-et-Vaurseine                       | 23                       | 4,93       | 5                | 02609      | 02860        |
| Saint-Thomas                               | 72                       | 2,50       | 29               | 02696      | 02820        |
| Sainte-Croix                               | 130                      | 3,35       | 39               | 02675      | 02820        |
| Trucy                                      | 141                      | 3,01       | 47               | 02751      | 02860        |
| Vassogne                                   | 92                       | 2,93       | 31               | 02764      | 02160        |
| Vendresse-Beaulne                          | 99                       | 8,71       | 11               | 02778      | 02160        |
| Communauté de communes du Chemin des Dames | 5.501                    | 178,98     | 31               | –          | –            |